# Tristrophis veneris
Tristrophis veneris är en fjärilsart som beskrevs av Butler 1878. Tristrophis veneris ingår i släktet Tristrophis och familjen mätare. Inga underarter finns listade i Catalogue of Life.